# 鵜飼幸吉
鵜飼 幸吉（うがい こうきち、文政11年（1828年） - 安政6年8月27日（1859年9月23日））は、幕末期の水戸藩士。父は鵜飼吉左衛門知信、母は佐々木氏。諱は最初は知好、後に知明と改名。幼名は菊次郎。

## 生涯
幼い頃、砲術師範の福地政次郎より神発流砲術を学び、優秀な成績を修めていたという。那珂川で行われた武芸大会では、同砲術への出精により、徳川斉昭より賞ぜられた。また、剣術では神道無念流の達人であった。ほか、禅を臨済宗相国寺の大拙承演に学んだ。
安政3年（1856年）に京都留守居役手添に抜擢され上洛、翌年には京都留守居役助役となった。
安政5年（1858年）、将軍継嗣問題が勃発するや、一橋派に付き、朝廷を動かすことで日米修好通商条約（安政五カ国条約）の阻止に奔走。父とともに攘夷派の志士たちと交わり、また自家累代の人脈を使い、鷹司家や近衛家などの公卿たちに積極的に攘夷を説くなど精力的に活動し、時の老中・堀田正睦が通商条約締結の勅許を得るために参内すると、尊攘派公家八十八人による通商条約案阻止の座り込み（廷臣八十八卿列参事件）等により、勅許下賜の阻止に成功するも、幕府では堀田失脚後に江戸城溜の間詰大名で南紀派の彦根藩主・井伊直弼が大老に就任し、第十三代将軍徳川家定が死去すると、紀州藩から徳川家茂が第十四代将軍となり、将軍継嗣問題では失敗した。
打開策としての戊午の密勅が幕府と水戸藩に出されると、病床の父に代わって密使として小瀬伝左衛門と変名し、夜半に乗じて東海道を東下し、江戸の藩邸に8月16日、密勅を届けた。藩主・徳川慶篤は沐浴し、謹んでこれを拝受した。『水戸内勅』とも言う。この時、副使として日下部伊三次が中山道から下っている。また、2日遅れて10日に禁裏付大久保一翁に将軍宛の密勅が降下された。
密勅の降下後、水戸藩内では内訌のため、諸藩への回送を出来ないでいた。幸吉の父吉左衛門も、日毎に厳しくなる幕吏の監視を警戒して、活動を控えがちになっていった。
そのような情勢下にあった一方で、朝廷では関白職から九条尚忠を辞任させるなど、尊皇攘夷派が台頭しつつあった。そこに目を付けた幸吉は、朝廷から水戸藩へ、回送を督促する綸旨を出すよう働きかけるなど、父に替わって活発な活動をしていたが、老中間部詮勝が上洛して安政の大獄が始まると、9月18日、父とともに捕縛されて京の六角獄舎に投じられ、12月5日、江戸に檻送となり高田藩邸に拘禁される。
9月18日、京都西町奉行所からの差紙を受けて父子で出頭したところの捕縛となったが、当初幸吉は、自身は御三家家臣であり、町奉行の配下にないことから捕縛を拒否した。父・吉左衛門はすでに縄に就いた旨伝えたところ、父と自分は別々に禄を食む身であるから、行動を同じくするとは限らない、と更に拒否した。捕縛命令が町奉行からではなく、老中からのものであることを伝えて、漸く縄に就いたという。
評定では、戊午の密勅発出の経緯を巡り、斉昭に脅されて已む無く勅諚を発出したと主張する鷹司家諸大夫小林良典と鋭く対立した。自己の保身を図り、幕府側に言いなりの証言を繰り返す小林に対して、幸吉は生来の気の荒さもあり、両者一歩も譲らぬ激論となった。結局、幕府側は水戸陰謀論を実証するのに都合の良い小林の主張を取り、安政の大獄の根拠にしたという。小林自身は遠島の評定を受けたが、小林は配所に赴く前の藩邸預かり中に病死している。
安政6年（1859年）、戊午の密勅降下への斉昭の関与を一貫して否認し続けた幸吉は、評定所にて安政の大獄の中では最重刑である獄門の申し渡しを受け、伝馬町牢屋敷にて斬首、小塚原刑場で梟首された。享年32。また父も同時に斬首となった。
獄門の言い渡しを受けた際、幸吉は幕吏を睥睨するかのように冷笑し、居合わせた者にその胆力の深さを見せたという。小塚原で梟首中、夜半に何者かが侵入し、『大日本大忠臣首級』と書いた紙を梟首台に貼り付けたという。
鵜飼父子の遺骸は、その家僕が乞食に変装して刑場に忍び込み、郷里に持ち帰ったと伝えられている。
擬律によると、鵜飼父子の罪は、安永元年に豊臣秀頼の子孫を騙り大坂町奉行に直訴した町人・細川恰が、本人の病死後に死体を塩漬けにした上で磔刑に処されたことを先例としつつ、その動機が主家のためを思ってのことであったため、罪一等を減じて、吉左衛門を斬罪、幸吉は然し主命を矯めて勅諚降下の要請をしたため、獄門に処することとした、とある。「仕置例類集 古類集 甲類第一冊」には「御取計之部 御褒美之類 1 浪人細川恰儀、不敬之雑談いたし候ものを訴人いたし候二付、御褒美之儀評議(大坂町奉行伺、安永二年八月)」とあり、安政の大獄における審議に対して激しい政治介入があり、判決根拠すら事実を歪曲して行われた様子が窺える。
幸吉には、「はな」という名の一女があり、幸吉の捕縛後は鷹司家の諸大夫・小林良典宅に預けられた。
死後、和宮降嫁時に、父・吉左衛門ともに赦免となる。
墓所は茨城県水戸市の常磐共有墓地、東京都荒川区南千住の回向院、京都市長楽寺、同市徳円寺。位階は贈従四位（1891年）。靖国神社合祀。